# Anna Olsson (matlagningsexpert)
Anna Olsson (född Bengtsson), född 27 juli 1885 i Kvistofta socken, död 2 januari 1961 i Finja församling, var en svensk matlagningsexpert.
Anna Olsson var dotter till lantbrukaren Magnus Bengtsson. Hon gifte sig 1907 med direktören Edward Olsson och innehade från 1914 tillsammans med sin make pensionatet Breidablick i Tyringe. Tillsammans med sin make genomförde hon omfattande resor i Sverige där de propagerade för vegetarisk föda och i samband med dessa anordnade matlagningskurser. Hon deltog även på lantbruksmöten och trädgårdsutställningar. Olsson utgav även flera kokböcker, bland annat Praktisk kokbok (1912, 9:e upplagan 1944), Grönsakers användning i hushållet (1926, 9:e upplagan 1942) och Vegetarisk kokbok (1929, 2:a upplagan 1942). Hon erhöll 1935 Svenska vegetariska föreningens silvermedalj.